# Louis af Orléans (1814-1896)
Louis af Orléans, hertug af Nemours (Louis Charles Philippe Raphaël; født 25. oktober 1814 på Palais-Royal, 1. arrondissement i Paris – død 26. juni 1896 i Versailles) var en fransk prins. Han var den næstældste søn af kong Ludvig-Filip af Frankrig. 
Han var udset til at være rigsforstander (fomynder for sin brorsøn), men dette blev ikke til noget, fordi kongedømmet blev afskaffet under Februarrevolutionen i 1848.

## Forfædre
Hertug Louis af Nemours var bror til bl.a. Louise af Orléans (gift med Leopold 1. af Belgien og mor til Leopold 2. af Belgien) og Clémentine af Orléans (mor til Ferdinand 1. af Bulgarien)
Hertug Louis af Nemours var søn af kong Ludvig-Filip af Frankrig, sønnesøn af hertug Ludvig Filip af Orléans (Philippe Égalité) samt dattersøn af Ferdinand 1. af Begge Sicilier og Maria Karolina af Østrig.
Han var oldesøn af Ludvig Filip 1. af Orléans, Karl 3. af Spanien, den tysk-romerske kejser Frans 1. Stefan og kejserinde Maria Theresia af Østrig.

## Familie
Hertug Louis af Nemours giftede sig med Victoria af Sachsen-Coburg-Gotha (1822–1857). Hun var brordatter til Leopold 1. af Belgien og kusine til Victoria af Storbritannien.
Louis og Victoria fik fire  børn:
- Gaston af Orléans, greve af Eu (1842–1922); gift 1864 med Isabella af Brasilien (1846–1921). Hun var datter af kejser Pedro 2. af Brasilien.
- Ferdinand Philippe af Orléans, hertug af Alençon (1844–1910); gift 1868 med Sophie, hertuginde i Bayern (1847–1897). Hun var søster til kejserinde Elisabeth af Østrig-Ungarn.
- Marguerite Adélaide Marie (1846–1893); gift 1872 med fyrste Wladislaw Czartoryski (1828–1894).
- Blanche Marie Amélie Caroline Louise Victoire (1857–1932)

## Poster
I 1825 blev den 10-årige hertug Louis af Nemours nævnt som som en mulig kandidat til tronen i Grækenland, og i 1830 blev han som 16-årig kandidat til tronen i Belgien.
Hans bror (kronprinsen) døde i 1842, og hans to brorsønner kom forrest i arvefølgen. Både Louis og hans svigerinde (Helene af Mecklenburg-Schwerin) ville gerne være formyndere, hvis Ludvig-Filip af Frankrig skulle dø, før tronfølgeren blev voksen. Det endte med, at kong Ludvig-Filip indstillede til deputertkammeret, at Louis skulle formynder.
Under Februarrevolutionen i 1848 fulgte Louis af Nemours med Helene af Mecklenburg-Schwerin og hendes to mindreårige sønner over til parlamentsbygningen. Meningen var, at deputertkammeret skulle udråbe tronfølgeren som barnekonge og indsætte Louis som formynder. Imidlertid vandt den republikanske stemning overhånd, og hele kongefamilien blev tvunget til at drage i eksil.